# 環球出版
環球出版（Universal Edition），奧地利的音樂出版社，當代音樂作品的重要出版機構之一。

## 沿革
其成立的目的是為了奧地利境內的音樂作品和音樂教育教材出版，這塊市場彼時仍由德國萊比錫的出版社（例如布赖特科普夫与黑特尔）所獨佔。1901年，環球出版在維也納成立，三年後他們收購了艾布爾出版社，將理查德·施特劳斯與雷格的眾多作品版權納入旗下。Emil Hertzka於1907年成為環球出版的執行總監，任內將公司的大方向定向為當代音樂的出版與推廣，並與巴托克、戴留斯、馬勒（其第8號交響曲《千人》的原始版權即由環球出版所持有）、勋伯格、韦伯恩、策姆林斯基、席曼诺夫斯基、雅纳切克、寇特·威爾等作曲家簽訂出版合約，當中無一不是廿世紀重要的作曲大家。二戰之後，持續與現代作曲家如贝里奥、布莱兹、库塔格、利盖蒂、施托克豪森等人合作。
值得一提的是，環球出版亦從事古樂的編纂工作，克劳迪奥·蒙特威尔第作品全集便是一例。1975年，環球出版與碩特音樂合作，另行成立了「維也納原典出版社」（Wiener Urtext Edition），原先的目標是邀集著名演奏家（如鋼琴家保罗·巴杜拉-斯科达）對巴赫、勃拉姆斯的作品進行注釋，並提出新版樂譜。後來這個計劃稍有延伸，納入了當代者如保羅·欣德米特的作品。

## 爭議
- 2007年10月19日，環球出版對国际乐谱典藏计划提出訴訟，在其停終要求中，主張後者應將仍然受到奧地利著作權法保護的作品自其平台撤下。國際樂譜典藏計劃方面暫時關閉了相關作品的免費下載管道，但堅持環球出版的主張「並無法律依據」[b]，其立場得到加拿大網路法學者Michael Geist[譯名請求]的支持[1]。在雙方未達共識之下，2008年6月30日起，相關的下載被單方面地恢復。

## 外部連結
- 官方网站
- 環球出版的免费乐谱，由国际乐谱典藏计划提供